# تئوانیک
تئوانیک (ارمنی: Թևանիկ) یک فیلم سینمایی ۸۱ دقیقه‌ای محصول سال ۲۰۱۴ کشور ارمنستان به کارگردانی جیوآن آوتیسیان،  و نویسندگی آرنولد آقابابوف و کارینه خودیکیان است.

## داستان فیلم
داستان این فیلم دربارهٔ جنگ اول قره‌باغ می‌باشد.

## بازیگران
- هنریگ شاهبازیان - در نقش آرام
- ماری موسسیان - در نقش آستغیک
- هوهانس خودریان - در نقش تئوانیک
- سوس جانیبکیان - در نقش آوو
- آرتور مانوکیان - در نقش گورگِن
- مارینه گابریلیان - در نقش مادر آرام
- سرگئی ماگالیان - در نقش اوسیپ
- کارن جانگیروف - در نقش معلم پیر
- واهاگن گالستیان - در نقش واسیل
- نارک نرسیسیان - در نقش مشتری آرایشگر
- ساتنیک هاخنازاریان - در نقش مادر آستغیک
- گرتا مجلومیان - در نقش مادربزرگ تئوانیک
- بابکن چوبانیان - در نقش فرمانده
- آرا سارگسیان - در نقش مروژ
- گریگور گابریلیان - در نقش بادال
- رینا بودنیک - در نقش تک‌تیرانداز

## عوامل تولید
- آرنولد آقابابوف (ارمنستان) - فیلم‌نامه‌نویس
- کارینه خودیکیان (ارمنستان) - فیلم‌نامه‌نویس
- ماسیس باغداساریان (ارمنستان) - تهیه‌کننده
- گئورگ گئورگیان (ارمنستان) – تهیه‌کننده
- [الف] (لیتوانی) – Co-تهیه‌کننده
- [ب] (لیتواتی) – آهنگساز
- نارک مارتیروسیان (ارمنستان) – فیلمبردار
- آرسن سارگسیان (ارمنستان) – تدوینگر
- آنتون کشیشیان (ارمنستان) – کارگردان هنری
- آرمن تساقاریان (ارمنستان) – طراحی گرافیک
- هایک ایسرائلیان (ارمنستان) – کارگردان صدا
- [پ] (لیتوانی) – هنرهای جلوه‌های بصری
- آندرانیک ساهاکیان (ارمنستان) – بخش دوربین و برقی
- نارک سارگسیان (ارمنستان) – متخصص نورپردازی

## جوایز، نامزدی‌ها و قدردانی‌ها
| سال  | کشور                          | جشنواره                                              | جایزه/مشارکت                                |
| ---- | ----------------------------- | ---------------------------------------------------- | ------------------------------------------- |
| ۲۰۱۶ | لس آنجلس، ایالات متحده آمریکا | "جشنواره فیلم هالیوود و ماوراء "                     | جایزه «بهترین فیلم سینمایی بین‌المللی”       |
| ۲۰۱۶ | اوفا، روسیه                   | "جشنواره بین‌المللی فیلم آکبوزات نقره‌ای"              | «بهترین مدیر فیلمبرداری”                    |
| ۲۰۱۶ | کن، فرانسه                    | شصت و نهمین دوره مارشه دو فیلم"                      | For distribution                            |
| ۲۰۱۵ | ورشو، لهستان                  | "ششمین جشنواره فیلم "                                | جایزه ویژه                                  |
| ۲۰۱۵ | رومانی                        | "جشنواره بین‌المللی فیلم رومانی "                     | بهترین فیلم                                 |
| ۲۰۱۵ | لس آنجلس، ایالات متحده آمریکا | "دومین سالانه جوایز جهانی سرگرمی"                    | بهترین فیلم ارمنی                           |
| ۲۰۱۴ | لس آنجلس، ایالات متحده آمریکا | "جشنواره بین‌المللی فیلم آرپا "                       | بهترین فیلم‌نامه                             |
| ۲۰۱۴ | شی‌آن، چین                     | "نخستین جشنواره بین‌المللی فیلم جاده ابریشم"          | “جایزه انتخاب مردمی”                        |
| ۲۰۱۴ | رم، ایتالیا                   | "جشنواره بین‌المللی فیلم اوورلوک"                     | جایزه هیئت داوران برای بهترین فیلم اورجینال |
| ۲۰۱۴ | ایروان، ارمنستان              | یازدهمین جشنواره بین‌المللی فیلم زردآلوی طلایی ایروان | «بهترین داستانی ارمنی»                      |
| ۲۰۱۴ | کن، فرانسه                    | "شصت و هفتمین دوره مارشه دو فیلم "                   | For distribution                            |
| ۲۰۱۳ | تالین، استونی                 | "                                                    | For distribution and development            |
| ۲۰۱۳ | کن، فرانسه                    | "شصت‌وششمین دوره مارشه دو فیلم                        | For distribution and development            |

### دیگر جوایز، نامزدی‌ها و قدردانی‌ها
- جایزه ویژه، جوایز هایکاکان، توسط بنیاد جوانان ارمنستان[ص] اعطا گردید[۴]
- همچنین مدال طلای شهرداری نئااسمیرنی، آتن به آوتیسیان اعطا گردید

## یادداشت
1. ↑  Kęstutis Drazdauskas
2. ↑  Jonas Jurkūnas
3. ↑  Vytautas Kazlauskas
4. ↑  “Hollywood & Beyond's Film Festival”
5. ↑  “Silver Akbuzat” International Film Festival
6. ↑  Cannes 69th International Film Market
7. ↑  “6th International Historical and Military Film Festival”
8. ↑  'The Romania International Film Festival
9. ↑  The 2nd Annual World Entertainment Awards
10. ↑  Arpa International Film Festival
11. ↑  First Silk Road International Film Festival
12. ↑  Overlook International Film Festival
13. ↑  Golden Apricot 11th International Film Festival
14. ↑  Cannes 67th International Film Market
15. ↑  “Baltik Event” Film Market, Films "Broken Childhood
16. ↑  Cannes 66th International Film Market
17. ↑  Special award of Haykyan Awards of the Youth Foundation of Armenia